# (5668) Foucault
Pour les articles homonymes, voir Foucault.
(5668) Foucault est un astéroïde de la ceinture principale découvert le 22 mars 1984 par Antonín Mrkos à l'observatoire Kleť. Il est nommé d'après Léon Foucault, le physicien et astronome français.